# Alice Miller (psycholoog)
Alice Miller (geboren Alicja Englard) (Piotrków Trybunalski, Polen, 12 januari 1923 – Saint-Rémy-de-Provence, 14 april 2010) was een psychologe, schrijfster en kunstschilderes. Zij is bekend geworden door haar onderzoek naar en haar strijd tegen kindermishandeling.
Miller werd geboren en groeide op in Polen in een joodse familie. Tijdens de Tweede Wereldoorlog studeerde zij filosofie en literatuurgeschiedenis aan de Universiteit van Warschau, die toen ondergronds was. In 1946 kon zij haar studie voortzetten in Zwitserland. In 1953 promoveerde zij aan de Universiteit van Bazel tot doctor in de filosofie, psychologie en sociologie.
Miller schreef meer dan dertien boeken, die vertaald zijn in dertig talen. Het fundament van haar werk en onderzoek is te lezen in Het drama van het begaafde kind (1979, herziene uitgave 1995). Zij heeft naast haar werk als schrijfster aquarellen gemaakt, die te zien zijn in haar boek Bilder einer Kindheit (1986, 1e druk).
Gedurende twintig jaar werkte Miller als psychoanalytica in Zürich. Eind jaren zeventig stelde zij de geldigheid van de psychoanalytische theorie van Sigmund Freud radicaal ter discussie. Zij wees die af omdat de klassieke psychoanalyse naar haar mening de toegang belet tot de ware oorzaken van traumatische herinneringen uit de kindertijd. De herinneringen aan deze trauma's berusten volgens haar niet op de kinderlijke fantasie, zoals Freud stelde, maar op feitelijke ouderlijke machtsuitoefening. Miller legt de oorzaak van neurosen, psychosen, depressies, verslavingen en delinquent gedrag bij de opvoeding. Die opvoeding kan een gespletenheid veroorzaken als de volwassene authentieke gevoelens en delen van zijn ik heeft verdrongen doordat hij als kind onderworpen is geweest aan de macht, de (te) hoge verwachtingen en het fysieke, seksuele of psychische geweld van zijn ouders. Bijna iedereen is als kind geslagen, maar in alle culturen is het sparen van de ouders de hoogste wet, stelt Miller.
Miller was getrouwd met de socioloog Andreas Miller (1923-1999), met wie zij als medestudent uit Polen naar Zwitserland was verhuisd. Later is zij van hem gescheiden. Zij kregen twee kinderen, Martin Miller en Julika Miller.
In 1988 trad Alice Miller uit de International Psychoanalytical Association. Tussen juli 2005 en april 2010 beantwoordde zij open brieven van lezers en publiceerde zij artikelen, interviews en kunst op haar website. Deze website is na haar dood blijven bestaan.
Alice Miller overleed op 14 april 2010 op 87-jarige leeftijd in Saint-Rémy de Provence in Frankrijk. Zij werd in besloten kring begraven.